# Tào U bá
Tào U bá (chữ Hán: 蔡幽伯; trị vì: 834 TCN - 826 TCN), tên thật là Cơ Cương (姬疆), là vị vua thứ bảy của nước Tào – chư hầu nhà Chu trong lịch sử Trung Quốc.
Cơ Cương là con thứ của Tào Hiếu bá – vua thứ 5 nước Tào và là em của Tào Di bá – vua thứ 6 nước Tào. Sau khi U bá mất, Cơ Cương lên thay, tức là Tào U bá.
Năm 826 TCN, ông bị em là Cơ Độ giết hại để cướp ngôi. Tào U bá ở ngôi 9 năm. Cơ Độ lên ngôi, tức là Tào Đái bá.